# Paul McShane
Pour les articles homonymes, voir McShane.
Paul McShane est un footballeur international irlandais né le 6 janvier 1986 à Kilpedder (Irlande). Il occupe le poste de défenseur.

## Biographie
Formé à Manchester United, McShane sera prêté deux fois en League One (D3) à Walsall et Brighton & Hove Albion, avant d'être transféré définitivement en 2006 à West Bromwich Albion, sans jamais avoir eu l'honneur de jouer en professionnel avec les Red Devils.
Auteur d'une bonne saison, il rejoint en 2007 le Sunderland AFC pour 1,5 M£. Le 29 août 2008, Sunderland accepte la demande de prêt pour McShane de Hull City.
Pour la saison 2009-2010, Hull City lève l'option d'achat et McShane reste au club définitivement. Il est prêté en février 2011 à Barnsley pour deux mois.
Revenu à Hull, il est peu utilisé par son entraîneur et est prêté en janvier 2012 au club de Crystal Palace. Avant de revenir à Hull à la fin de la saison.
Le 2 juillet 2015, il rejoint Reading. À l'issue de la saison 2018-19, il est libéré des Royals.

## International
McShane est appelé pour la première fois par Steve Staunton le 25 septembre 2006 pour les éliminatoires de l'Euro 2008. Il fête sa première sélection contre la République tchèque le 11 octobre 2006 et en sera élu homme du match.

## Palmarès
- Hull City
  - Finaliste de la FA Cup en 2014.